# Бельгодер
Бельгодер (фр. Belgodère, корс. Belgudè) — коммуна во Франции, находится в регионе Корсика. Департамент коммуны — Верхняя Корсика. Административный центр кантона Бельгодер. Округ коммуны — Кальви.
Код INSEE коммуны — 2B034.

## Население
Население коммуны на 2008 год составляло 477 человек.
| 1962 | 1968 | 1975 | 1982 | 1990 | 1999 | 2008 |
| ---- | ---- | ---- | ---- | ---- | ---- | ---- |
| 397  | 443  | 367  | 453  | 331  | 371  | 477  |

## Экономика
В 2007 году среди 296 человек в трудоспособном возрасте (15—64 лет) 198 были экономически активными, 98 — неактивными (показатель активности — 66,9 %, в 1999 году было 69,3 %). Из 198 активных работали 172 человека (103 мужчины и 69 женщин), безработных было 26 (9 мужчин и 17 женщин). Среди 98 неактивных 24 человека были учениками или студентами, 32 — пенсионерами, 42 были неактивными по другим причинам.